# (2019) van Albada
(2019) van Albada es un asteroide que forma parte del cinturón de asteroides y fue descubierto por Hendrik van Gent desde la Estación meridional de Leiden, en Johannesburgo, República Sudafricana, el 28 de septiembre de 1935.

## Designación y nombre
van Albada recibió al principio la designación de 1935 SX1.
Más adelante, en 1991, se nombró en honor del astrónomo neerlandés Gale Bruno van Albada (1911-1972).

## Características orbitales
van Albada está situado a una distancia media de 2,241 ua del Sol, pudiendo alejarse hasta 2,611 ua y acercarse hasta 1,871 ua. Tiene una excentricidad de 0,165 y una inclinación orbital de 4,043 grados. Emplea en completar una órbita alrededor del Sol 1225 días.

## Características físicas
La magnitud absoluta de van Albada es 12,2 y el periodo de rotación de 2,72 horas. Está asignado al tipo espectral S de la clasificación SMASSII.